# Itabaianinha
Itabaianinha este un oraș în Sergipe (SE), Brazilia.